# درزپیکان

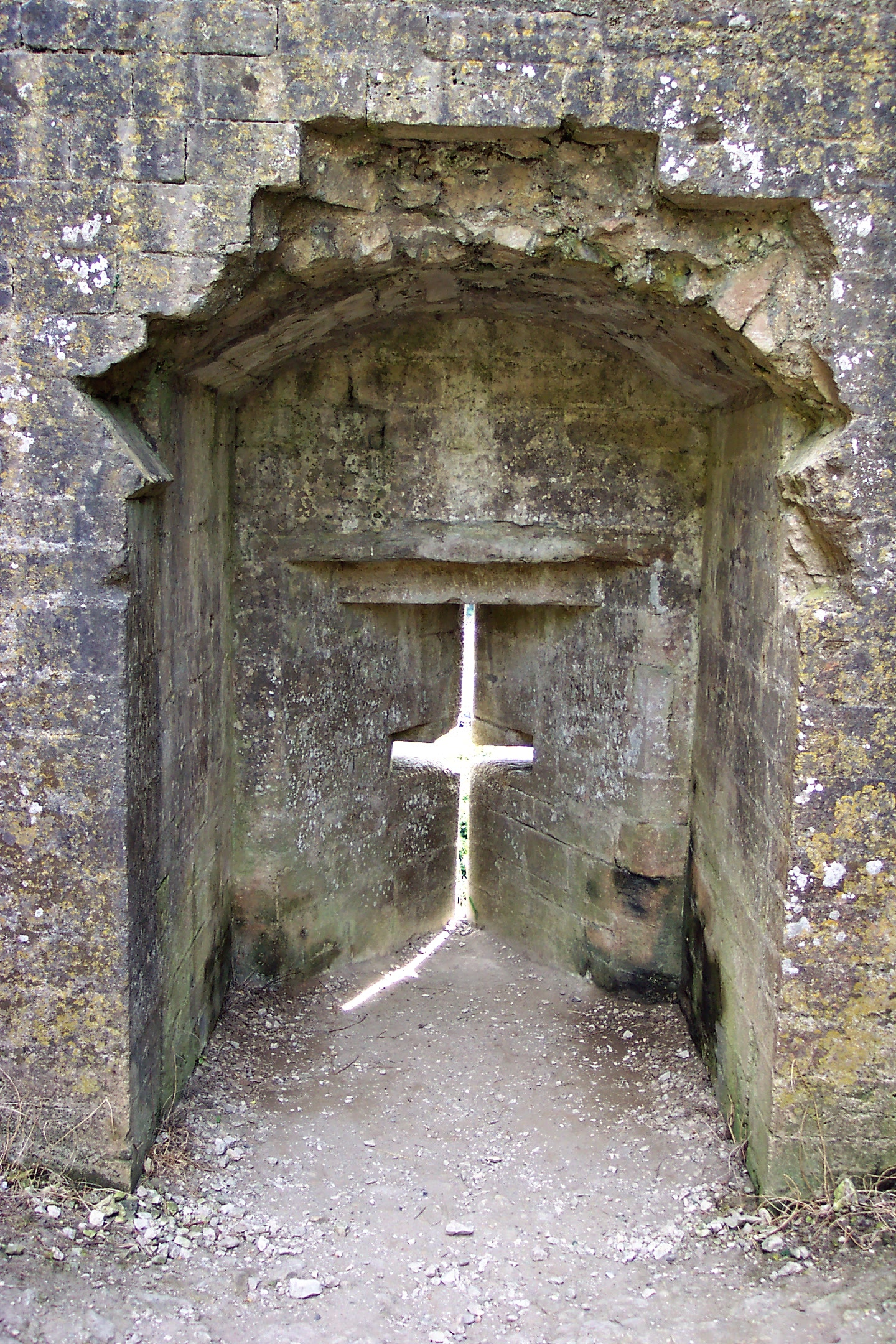
یک درزپیکان در قلعه کورف. این تصویر داخل آن را نشان می‌دهد، جایی که کمان‌دار می‌ایستاد.

درزپیکانی در شهر کارکاسونه. ضخامت دیوار به ۰٫۷ متر کاهش یافته است تا طاقچه و سوراخ پهن با زاویه ۳۵ درجه در آن قرار گیرند.

درزپیکان روزنه‌ای باریک و افقی در استحکامات است که کمان‌دار را قادر می‌سازد از طریق آن تیر را پرتاب کند.
دیوارهای داخلی پشت حلقه تیر اغلب با زاویه مورب قطع می‌شوند، لذا کمان‌دار میدان دید و میدان تیر بیشتری دارد. روزنه تیر تنوع فراوانی دارد. شکل رایج و قابل تشخیص آن صلیب است. روزنه باریک عمودی درجه آزادی زیادی را برای تنوع ارتفاع و مسیر پرتاب فراهم می‌کند، اما امکان هدف گیری کمانداران را برای مهاجمان دشوار می‌سازد، زیرا نشان‌گاه کوچکی برای هدف گیری وجود دارد.
درزپیکان اغلب در دیوار حایل باروهای قرون وسطایی یافت می‌شود.